# Ivo Hélory
Ivo Hélory (Minihy-Tréguier, 17 ottobre 1253 – Minihy-Tréguier, 19 maggio 1303) è stato un presbitero francese, proclamato santo da papa Clemente VI il 26 giugno 1347.

## Biografia
Nato da una famiglia di condizione agiata, studiò filosofia e teologia a Parigi e poi diritto romano e canonico a Orléans. Esercitò l'avvocatura a Rennes e Tréguier. Nel 1284 fu ordinato sacerdote e svolse il suo ministero presso le comunità di Trédrez e Louannec.
Si distinse per la sollecitudine verso i poveri, che difendeva gratuitamente nei processi. Fece erigere un ospedale a Louannec.

## Culto
Papa Clemente VI lo proclamò santo nel 1347: la sua memoria liturgica ricorre il 19 maggio; è patrono della Bretagna e degli avvocati.

### Nella città di Roma
A Roma dal secondo patronato deriva la sua titolarità della chiesa di Sant'Ivo alla Sapienza, che ospitava lo Studium Urbis quando vi si laureava in utroque iure; dal primo patronato, invece, deriva la sua titolarità della chiesa di Sant'Ivo dei Bretoni.